# Hyperacanthus
Hyperacanthus  es un género con once especies de plantas con flores perteneciente a la familia de las rubiáceas. Es nativo de los trópicos del sur de África  y Madagascar.

## Taxonomía
El género fue descrito por E.Mey. ex Bridson y publicado en Kew Bulletin 40(2): 275. 1985. La especie tipo es: Hyperacanthus amoenus (Sims) Bridson
Etimología
Hyperacanthus: nombre genérico que deriva de las palabras griegas: hyper = "grande" y acanthus = "espina".

## Especies aceptadas
A continuación se brinda un listado de las especies del género Hyperacanthus aceptadas hasta mayo de 2015, ordenadas alfabéticamente. Para cada una se indica el nombre binomial seguido del autor, abreviado según las convenciones y usos.	
- Hyperacanthus ambovombensis Rakotonas. (2001).
- Hyperacanthus amoenus (Sims) Bridson (1985).
- Hyperacanthus grevei Rakotonas. & A.P.Davis (2002).
- Hyperacanthus madagascariensis (Lam.) Rakotonas. & A.P.Davis (2006).
- Hyperacanthus mandenensis Rakotonas. & A.P.Davis (2004).
- Hyperacanthus microphyllus (K.Schum.) Bridson (1985).
- Hyperacanthus perrieri (Drake) Rakotonas. & A.P.Davis (2006).
- Hyperacanthus pervillei (Drake) Rakotonas. & A.P.Davis (2006).
- Hyperacanthus poivrei (Drake) Rakotonas. & A.P.Davis (2006).
- Hyperacanthus ravinensis (Baill. ex Drake) Rakotonas. & A.P.Davis (2006).
- Hyperacanthus talangninia (DC.) Rakotonas. & A.P.Davis (2006).